# روجينا بسالي
روجينا بسالي (من مواليد 16 يوليو 1989) مخرجة مستقلة وكاتبة سيناريو مصرية

## عن حياتها
حاصلة علي بكالوريوس المعهد العالي للفنون المسرحية قسم الدراما والنقد المسرحي في عام 2010 .
عملت بـالصحافة الفنية في عام 2005 في عدد من الجرائد والمجلات؛ أجرت العديد من الحوارات الهامة مع شخصيات بارزة.
تركت الصحافة في عام 2009 التحقت بقصر السينما التابع لـوزارة الثقافة المصرية لدراسة الإخراج السينمائي في عام 2008.
الفيلم القصير ملكية خاصة أول أفلامها؛ قامت بإنتاجه على نفقتها الخاصة بعد رفضه من الرقابة بسبب موضوعه عن التحرش الجنسي.
أعقب هذا الرفض حدوث مشاكل عديدة بين المخرجة وبين الناقد علي أبو شادي والفنان تامر عبد المنعم.
تعتبر المخرجة الوحيدة التي ناقشت العادة السرية من خلال فيلمها الوثائقي سرية كالعادة الذي هوجم هو الآخر كثيراً  علمت في أفلامها القصيرة مع عدد كبير من النجوم
حصلت علي العديد من الجوائز ، قدمت فيلم عن الفنانة الراحلة سناء جميل لاقى صدى نقدي كبير وظل يعرض أربع سنوات كاملة  وحصل على جوائز عديدة من مصر وخارجها
وتعمل دار بيت الياسمين لمالكها الكاتب السكندري إبراهيم عبد المجيد على تحويل فيلم حكاية سناء إلى كتاب ثم فيلم كان لك معايا واعادت النجمة صفية العمري للسينما مرة أخري بعد غياب سنوات طويلة.
و تستعد الآن لإخراج عن الراقصة كيتي كما تستعد لإخراج فيلمها الروائي الطويل الأول.

## قائمة أعمال
- الفيلم القصير ملكية خاصة 2009 (تأليف ، إنتاج ، وإخراج) .
- الفيلم القصير بريحة الفل 2010 (تأليف وإخراج) .
- الفيلم الوثائقي سرية كالعادة 2012 (سيناريو ، وإخراج) .
- برنامج توك شوز 2012 (إخراج) .
- الفيلم الوثائقي شهيد ثورة 2012 (سيناريو ، وإخراج) .
- الفيلم القصير نجم كبير 2013 (تأليف وإخراج) .
- الفيلم الوثائقي الطويل 88 2014 (سيناريو وإخراج) .
- الفيلم الوثائقي الطويل حكاية سناء 2016 (تأليف وإخراج ).[16]
- الفيلم الروائي القصير كان لك معايا 2020 (تأليف وإخراج).[17]

## وصلات داخلية
تصنيف:نساء مصريات
تصنيف:مخرجات مصريات

## وصلات خارجية
- http://www.youtube.com/user/RouginaBasaly/feature
- https://www.youtube.com/watch?v=8Yz06AAXz7w
- https://www.youtube.com/watch?v=FkxTen_XwSU&t=1s
- https://www.youtube.com/watch?v=sfdqgDIyWnw&t=2s
- https://www.youtube.com/watch?v=vko9ZktL90c&t=898s